# Moenkhausia costae
Moenkhausia costae (nome comum: Piabinha ou Tetra fortuna) é uma espécie de peixe de água doce, presente na bacia do rio São Francisco.
Os machos podem atingir um tamanho máximo de 5,9 cm de comprimento.
Com a Transposição do rio São Francisco a espécie se tornou invasora no rio Paraíba do Norte, sendo constatada ali a primeira vez em 2018 e, em janeiro de 2022 durante coleta já era a terceira espécie mais capturada, sendo necessário estudo de seu impacto sobre as espécies nativas.